# Koyama Shōtarō
Koyama Shōtarō (小山正太郎), nom de pinceau: Senraku est un peintre japonais des XIXe et XXe siècles, né le 15 février 1857, mort le 7 janvier 1916.

## Biographie
Koyama Shōtarō est l'élève de Kawakami Kan (1827-1881), et il s'adonne à la peinture occidentale. Il étudie aussi à l'École technique des Beaux-Arts sous la direction d'Antonio Fontanesi.
Il fonde une école privée, Fudōsha, où il forme de nombreux artistes, dont Kunishiro Mitsutani. Il fait partie du comité d'accrochage du Salon du Ministère de la Culture (Bunten).
Parmi ces élèves, on compte Hachiro Nakagawa et Takeshirō Kanokogi.